# Ассегай

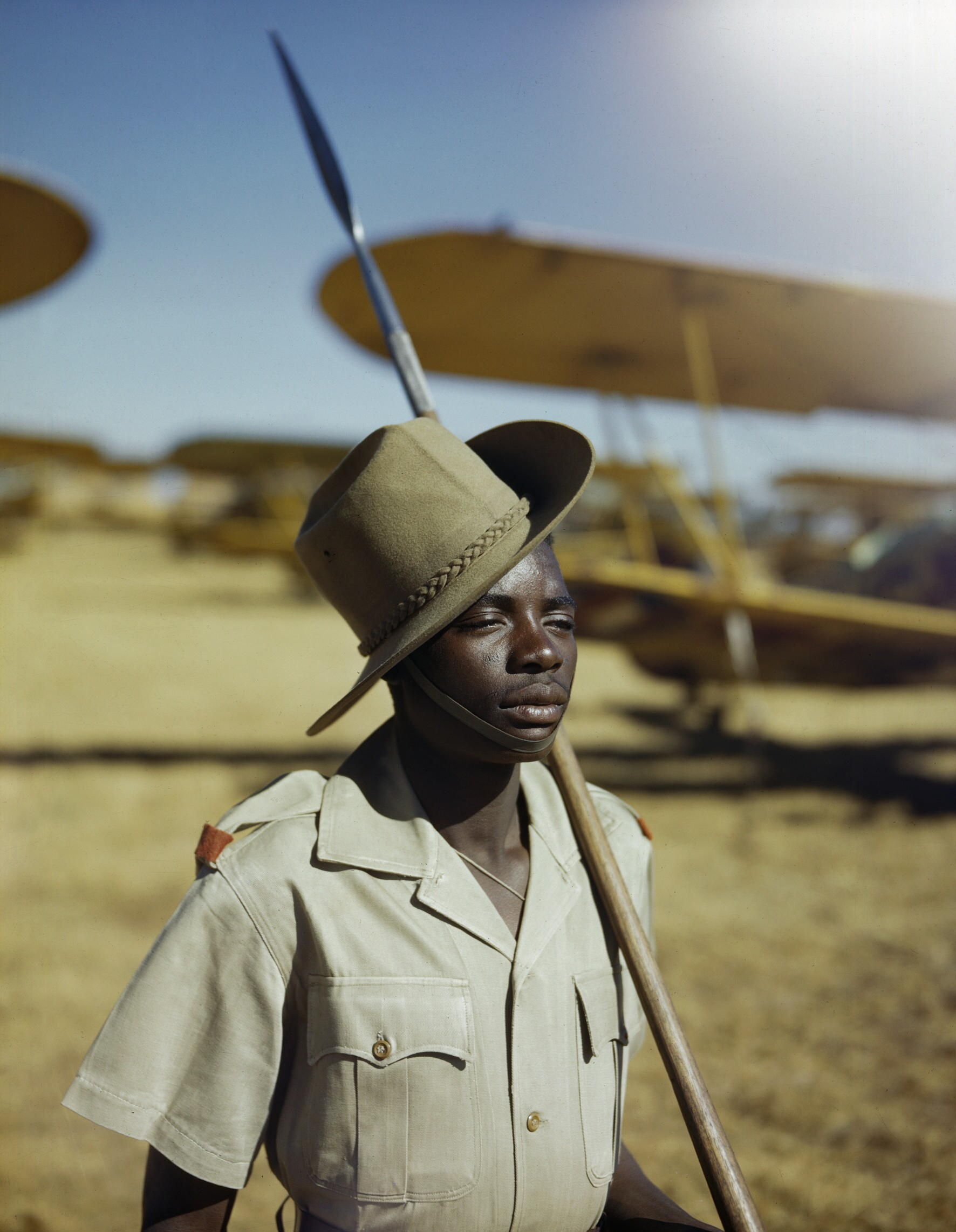
Солдат туземных вспомогательных войск, вооружённый ассегаем (ЮАС, 1943 год)

Ассега́й (также ассагай) — название разновидности копья, применявшегося у народов Южной и Юго-Восточной Африки.

## Название
Слово «ассегай» пришло из португальского языка (порт. azagaia), в который, в свою очередь, попало из арабского (аз-загай — копьё). При этом у народов, использовавших ассегай, это слово не применялось. В частности, у зулусов подобное оружие носило название иклва (iklwa).

## Устройство
Обычная длина ассегая — около 2 м. Длинный, до 30 см, наконечник делался из кованого железа и, как правило, был листовидным; другие формы использовались редко. Наконечник присоединялся к древку черешковым способом, то есть втыкался в древко специально выкованным с одного конца лезвия тонким черешком. Конец древка обматывался полосой из сырой коровьей кожи, чтобы предотвратить расщепление. В ряде случаев лезвие ассегая было настолько длинным, что африканцы использовали его в качестве ножа, например при разделке туш скота. Известны ассегаи с зазубренным краем лезвия, хотя они не были широко распространены.
Для изготовления древка выбиралась прочная древесина. Чаще всего для этой цели служило дерево куртисия (Curtisia), которое поэтому получило название «ассегайного дерева». Его древесина была упругой, но эластичной и даже после обработки огнём была склонна к изгибанию. Поэтому воин непосредственно перед метанием ассегая обычно выпрямлял его.

## Применение

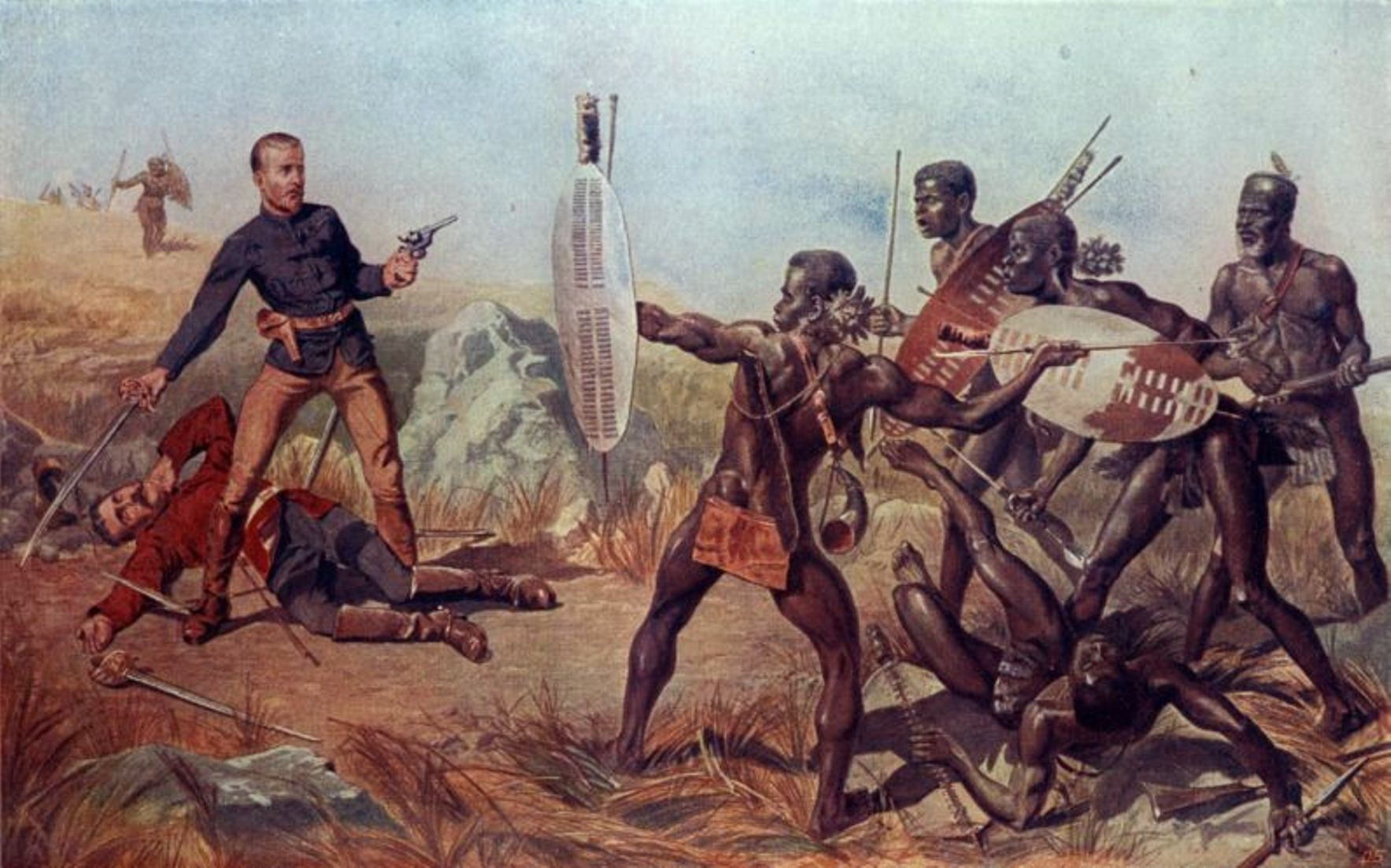
Зулусы, забрасывающие ассегаями британского офицера в сражении при Исандлване. Картина конца XIX века.

Ассегай был распространен у бантуязычных народов Южной и Юго-Восточной Африки, которых европейцы в прошлом собирательно называли кафрами. Он стал особенно широко известен после столкновений европейских колонизаторов с зулусами. Ассегай использовался преимущественно как метательное оружие. Европейцев поражала дальнобойность и меткость зулусских копьеметателей. Не последнюю роль в искусном владении этим оружием играла сноровка, вырабатывавшаяся с раннего детства. Обычным приёмом копьеметателей было бросание ассегаев не прямо перед собой, а слегка влево или вправо поочерёдно — это мешало противнику уворачиваться от них или прикрываться щитом.
Построившиеся для боя воины, держа ассегай за середину, многократно сжимали его особым движением пальцев, что заставляло гибкое древко вибрировать, производя характерный громкий треск. Этот приём использовался для устрашения противника и, по отзывам европейцев, производил сильное моральное воздействие. Нередко воины надпиливали древко у наконечника — в случае промаха ассегай ломался при ударе о землю, лишая врага возможности использовать его против прежних хозяев. Кроме того, это имело важное значение при попадании ассегая в щит. Извлечь отломившийся наконечник было непросто, поэтому врагу приходилось бросать щит и продолжать бой незащищённым (в этом отношении ассегай был полным аналогом древнеримского дротика-пилума).
В первой трети XIX века, когда зулусский король-реформатор Чака при реорганизации армии унифицировал вооружение воинов, ассегай строго определённого образца был принят как обязательное штатное оружие. Чака также ввёл укороченную, с увеличенным лезвием модификацию ассегая, применявшуюся не для метания, а для рукопашного боя, которая называлась и́клва (это слово было подражанием звуку, который раздавался, когда длинное лезвие выдёргивалось из тела врага). Как правило, зулусы брали в бой два или три ассегая, а часто больше, даже восемь или девять. Истратив все метательные ассегаи, воин шёл в бой с иклва. Использование иклва дало зулусской армии значительное преимущество в сражениях с соседними народами. Первоначально зулусские вожди планировали вовсе отказаться от метательных ассегаев, оставив воинам только ударное оружие, но после того, как война зулусов с бурами показала бесполезность иклва в стычках с кавалеристами, отменили такое решение.
В случаях, если обычай (например, правила придворного этикета) не позволял в какой-то момент носить оружие, зулус мог брать с собой миниатюрный ассегай, полную копию боевого, и, таким образом, формально не расставался с копьём, как полагалось настоящему воину. Такие мини-ассегаи обычно были украшены резьбой. Существовали также особые «детские» ассегаи уменьшенных размеров, для обучения детей обращению с оружием.

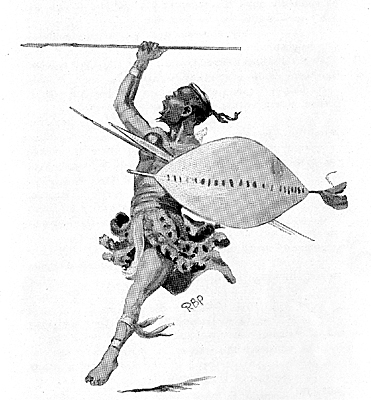
Зулусский воин с ассегаем. Рисунок конца XIX века.

## Ассегай в культуре
Ассегаи многократно упоминаются в приключенческих произведениях авторов, писавших об Африке. Например, в романе Томаса Майн Рида «Юные охотники» описано, как зулус с помощью ассегаев убил львицу. Техника метания ассегая изложена автором весьма обстоятельно:
В правой руке он держал ассегаи, шесть штук. Что же такое ассегаи? Это пика или копьё, но употребляют его иначе. Ассегаи короче копья и пики, и древко его более тонко; подобно копью, стреле или пике, ассегаи снабжён железным наконечником. Во время боя его мечут во врага, и часто на большое расстояние. Точнее говоря, это попросту дротик, который употреблялся в Европе до изобретения огнестрельного оружия. В Южной Африке он и теперь составляет основное вооружение всех дикарских племён, а в особенности кафров. Кафры в совершенстве владеют этим опасным снарядом. На расстоянии сотни ярдов они бросают его с такой же силой и верностью прицела, с какой летит пуля или стрела. Ассегаи бросают одной рукой. Таких дротиков у Конго было шесть...
Среди произведений современного южноафриканского писателя Уилбура Смита есть роман «Ассегай».
Н. Гумилев "Замбези":
За большими, как тучи, горами,
По болотам близ устья реки
Я арабам, торговцам рабами,
Выпускал ассагаем кишки.